# Maison du Saumon
La maison du Saumon est une maison située à Chartres dans le département d'Eure-et-Loir, en région Centre-Val de Loire (France).

## Localisation
La maison est située dans la vieille ville de Chartres, 10, 12, 14 place de la Poissonnerie.

## Histoire

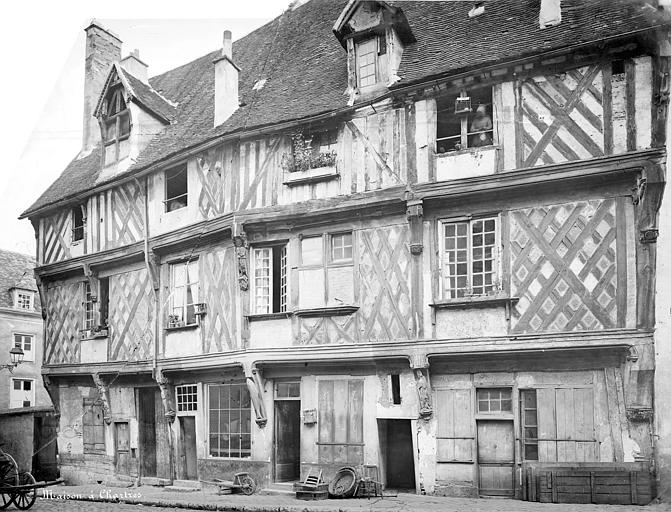
La maison du Saumon par Mieusement avant 1905.

L'édifice est classé au titre des monuments historiques depuis 1928.
Maison à colombages, elle est appelée ainsi pour le saumon en bois sculpté sur sa façade. Autrefois se tenait sur la petite place le marché aux poissons de la ville.
À deux pas de la cathédrale, cet édifice, daté de la seconde partie du XVe siècle et du début du XVIe, abrite aujourd'hui l'office de tourisme de Chartres.
Sont présentées de façon ludique et pédagogique les richesses touristiques de la ville au moyen de maquettes, films, agrandissements de documents anciens, reproductions etc.

## Galerie de photographies

Détails de sculptures sur bois
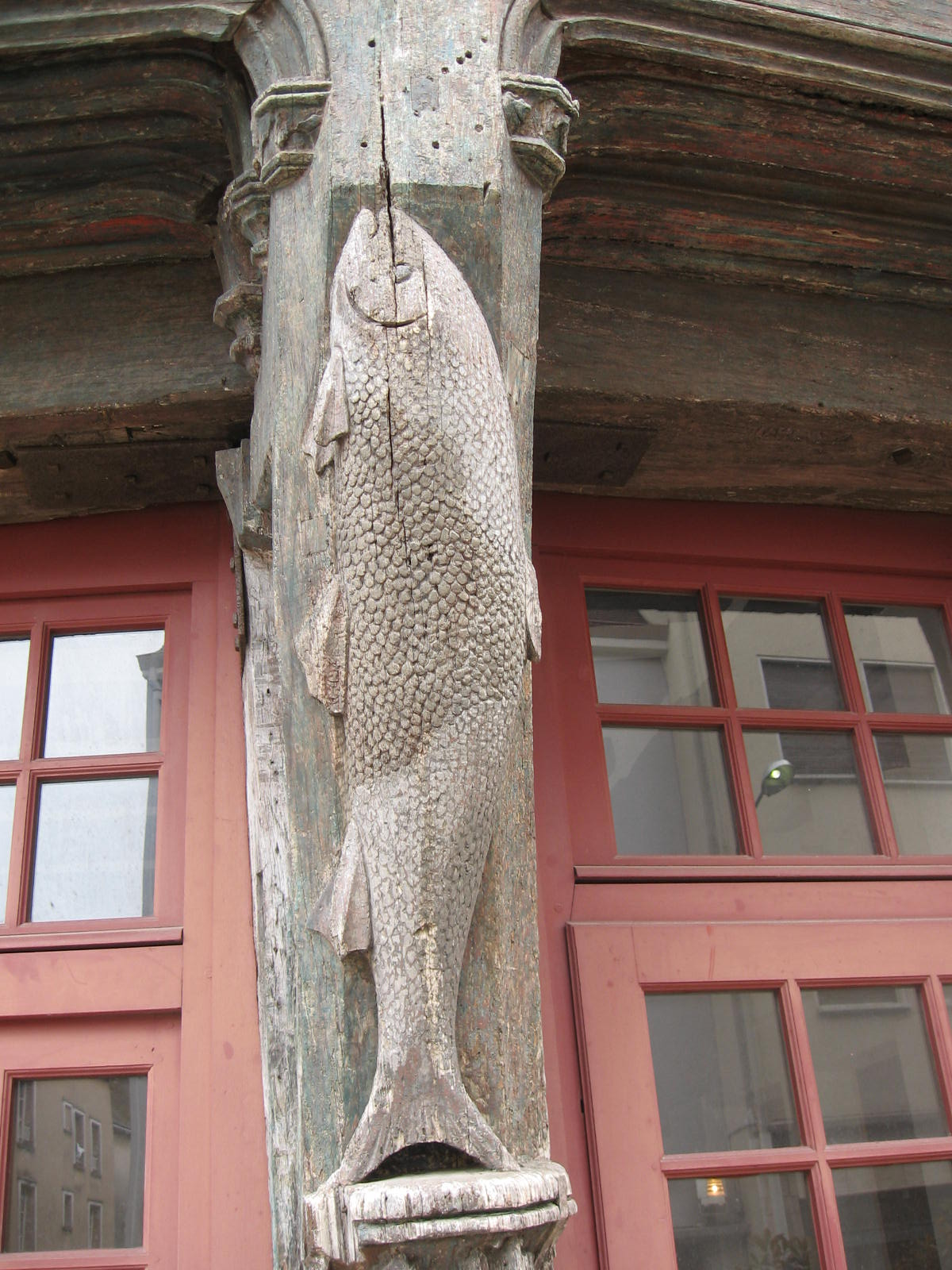
Sculpture en bois du grand saumon sur la console centrale du rez-de-chaussée.
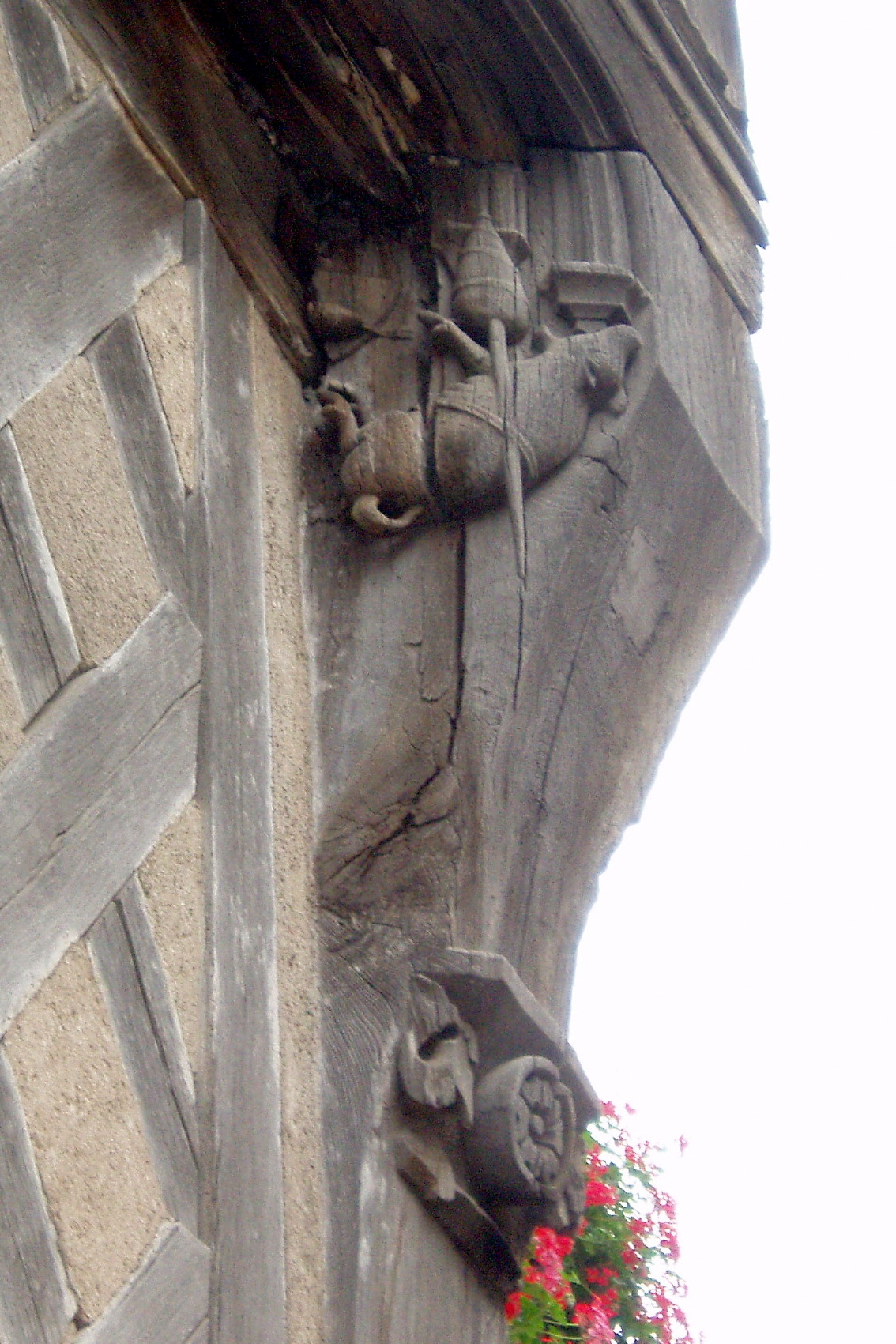
Sculpture de « La truie qui file » sur le poteau-cornier, partie supérieure.
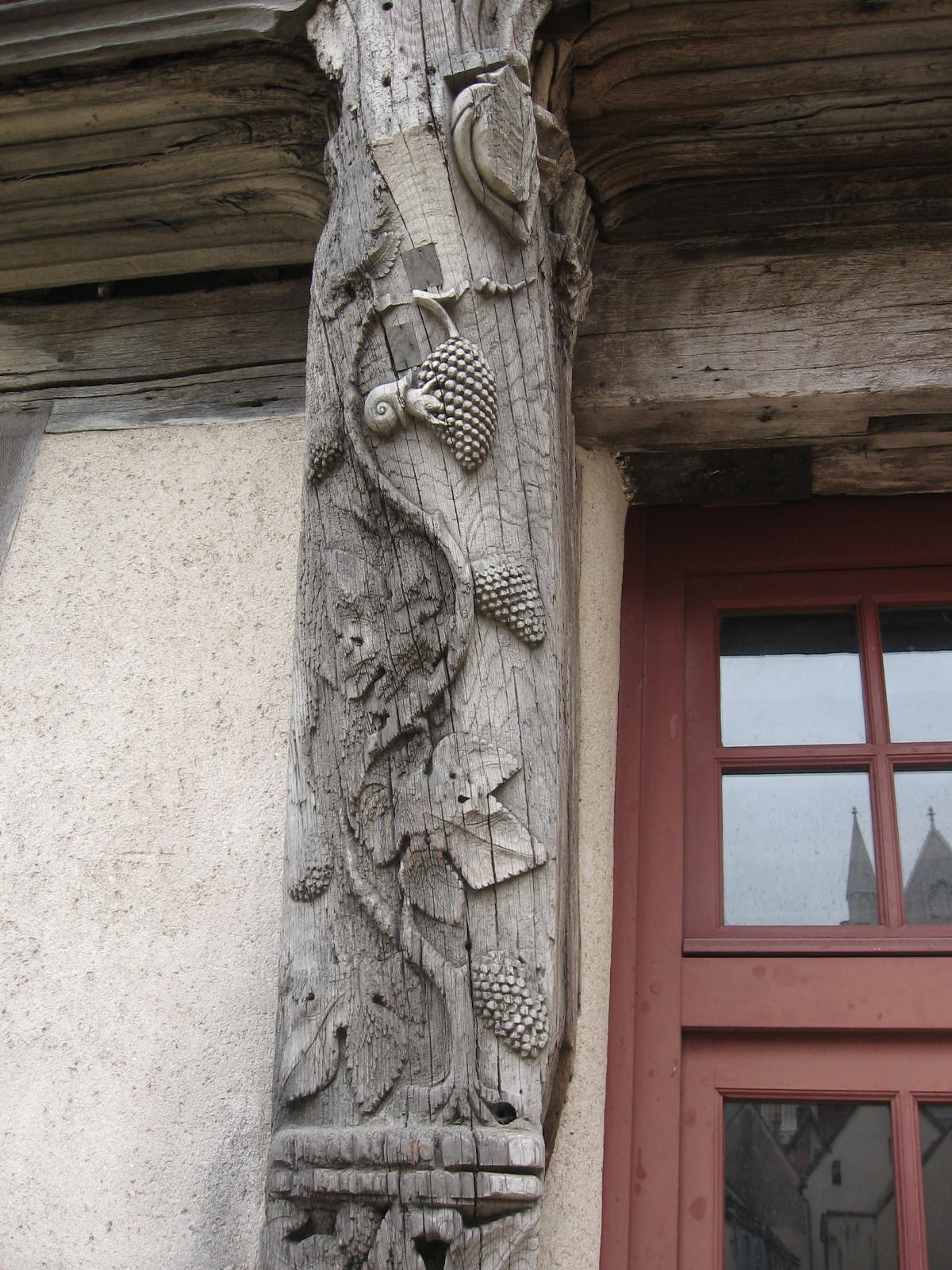
Détail d'une console représentant la vigne.